# 高情厚意
高情厚意（日语：キズナ），是日本純種競賽馬匹。生涯活躍於中距離賽事，曾於2013年勝出東京優駿（日本打吡）並當選最佳3歲雄馬。

## 出賽前
2010年3月5日出生於北海道新冠町North Hills，成長途中由馬主前田晉二購入。
其後交由栗東訓練中心練馬師佐佐木晶三訓練。

## 競賽生涯

### 2歲
2012年10月7日出戰京都競馬場2歲新馬戰，由佐藤哲三策騎，成功於最後200米時跑法銳利的末腳速度，輕鬆獲得首勝。
11月11日出戰條件戰黃菊賞，比賽途中一直處於中團位置，於最後直路由大外檔衝刺，最終成功於最後200米取得領先並保持優勢直至衝線，以1 1/2馬位優勢奪冠。
12月22日出戰日經電台盃兩歲錦標，但由於主戰騎師佐藤於11月24日落馬並且嚴重骨折，改由武豐策騎。比賽開始後，前方的Bad Boy進行領放，以高情厚意則於第二的位置追走。進入直路後，其開始加速，但勢頭不及神威啟示下被對手追過，亦未能超越領放的Bad Boy，最終以第三完賽。

### 3歲
短暫放草過後，於2013年3月3日出戰彌生賞作爲皋月賞的熱身。比賽開始後，其處於後方位置推進，比賽途中逐步向前爬升。進入直路後，其開始加速，雖然成功超越先頭部隊，但於直路中段因爲混亂而失去節奏，最終以第五落敗。
由於其於彌生賞僅獲第五而失去皋月賞優先出賽權，因而陣營決定避戰皋月賞，改爲以東京優駿作爲目標，並安排其出戰每日盃以累積獎金。
3月23日按計劃出戰每日盃，比賽途中繼續處於中團較後位置追走，面對較快步速其並未壓前，而是保持緩慢節奏以第十進入最後直路。進入直路後，其憑藉通過彎道時候抽出大外檔的位置，成功望空加速，最終於跑出全場最佳末腳下成功奪得首個分級賽冠軍。
5月4日出戰京都新聞盃，比賽開始後因爲慢閘而於最後方追走，並於第三彎道開始加速衝刺。進入直路後，其於第十三的位置開始爬升，最終以凌厲的末腳成功克服對後上馬不利的賽道狀態，超越對手之餘更以1 1/2馬位優勢再次奪得分級賽冠軍。

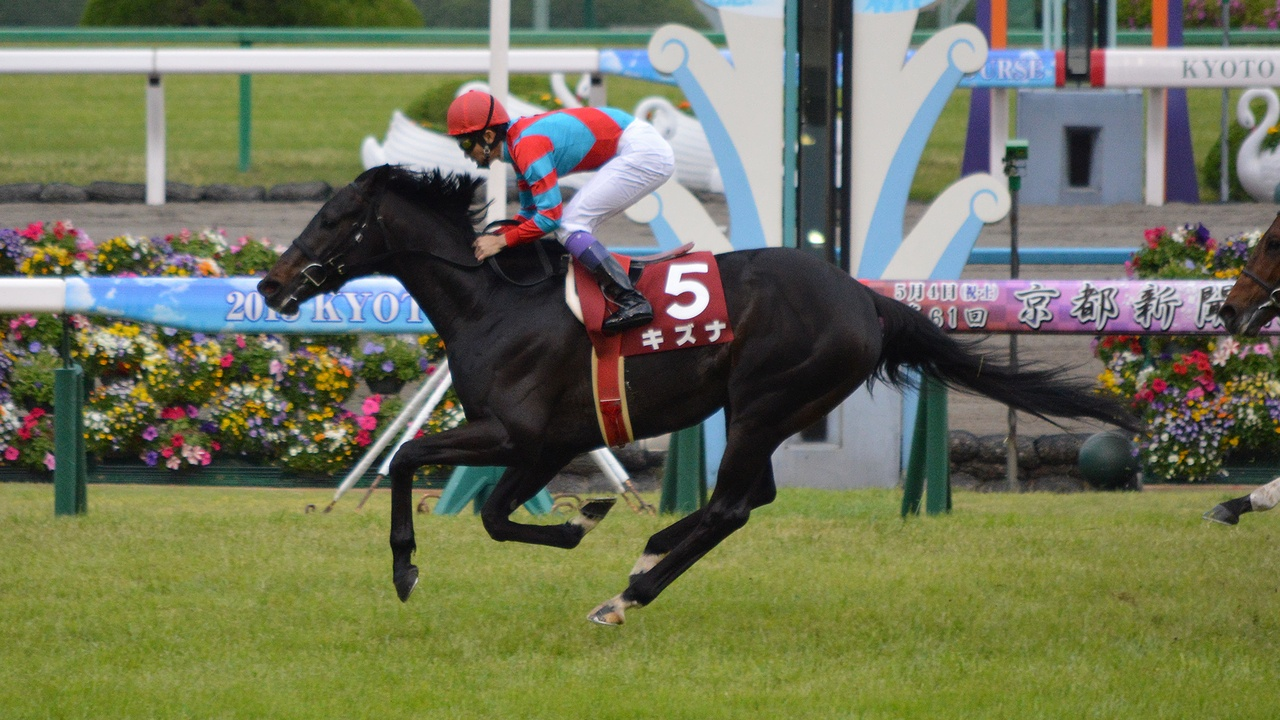
出戰京都新聞盃的高情厚意

5月26日出戰東京優駿，面對皋月賞獲得冠軍及亞軍的標誌名駒及神威啟示，其仍然因此前的優秀表現獲得第一人氣。比賽開始後，其選擇留後的戰術，無視前方音速動力的領放。通過1000米表示時，其仍然處於最後方的位置推進，一直追擊前方處於有利位置的標誌名駒、神威啟示及足球名將。進入對面直路時，處於中團靠後位置的飛馬星開始加速爬升，並超越音速動力成爲領頭馬匹，此時高情厚意則繼續於後方位置等待時機。進入直路後，因前方的飛馬星及音速動力開始減速，後上馬開始乘機加速進佔前方位置，以神威啟示則成功跑出最凌厲姿態並於最後100米取得領先。但此時處於大外檔的高情厚意成功於最後200米處響應騎師武豐的指揮，繼續爆發末腳下於終點線前超越神威啟示，以1/2馬位優勢贏得首個一級賽冠軍。

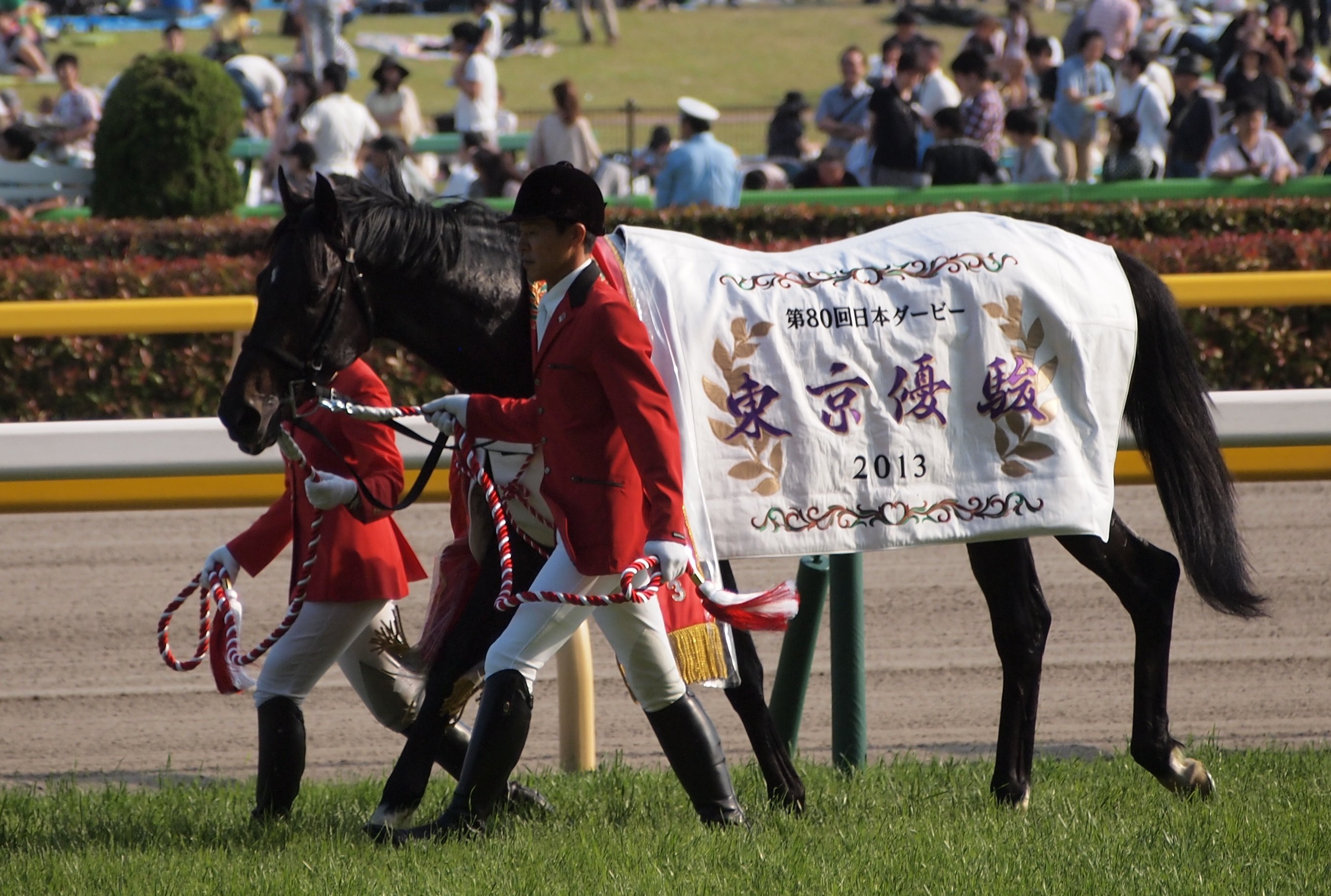
東京優駿頒獎儀式

完成打吡後於於鳥取縣伯耆町大山Hills休養，其後陣營宣佈將安排其遠征法國，出戰凱旋門大賽。
9月15日出戰凱旋門大賽前哨戰尼爾錦標，比賽途中其繼續使用一貫的後追策略，並於通過彎道時開始加速縮窄於主馬群的距離。進入直路後，其繼續保持加速度並繼續衝刺，於最後200米時爆發更快的速度，於終點線前與世界霸主呈平頭姿勢，最終於照片判定下高情厚意以細微差距險勝。
10月6日出戰凱旋門大賽，本次比賽強敵衆多，包括英皇佐治六世及皇后伊利沙伯錦標冠軍小說名家、上次比賽僅負高情厚意的葉森打吡馬世界霸主、法國打吡馬才智高、目前連戰連勝的卓芙及同樣來自日本的三冠馬黃金巨匠，成功達成日英法三國打吡馬的決戰。比賽開始後，前方的領放馬採用慢放戰術帶領馬群，中團位置則有卓芙及黃金巨匠，而高情厚意則於後方追走。進入直路後，前方的卓芙仍然保持優勢，此時黃金巨匠開始加速迫近，而高情厚意則於後方開始加速。雖然直路途中其一直保持優勢的衝刺力及發揮優勢的末腳，但最終仍未能超越前方的卓芙、黃金巨匠及才智高跑獲第四。
回國後，陣營原本打算安排其出戰有馬紀念，但於賽前因爲狀態未能完全調整而避戰。
年末，由於其勝出打吡及於遠征法國時的優勢表現，以242票當選最佳3歲雄馬。

### 4歲
2014年首戰爲產經大阪盃，將和同期的強馬神威啟示及名將間風決戰。比賽開始後，爲處前方的機伶迷宮及Tokai Paradise隨即開始領放，高情厚意則停留於最後方位置等待時機，並於通過第四彎道時仍然於最後方。進入直路後，其才於後方位置加速衝出，成功爆發驚人的末腳，超越前方所有對手，並以1 1/2優勢成功奪得冠軍。

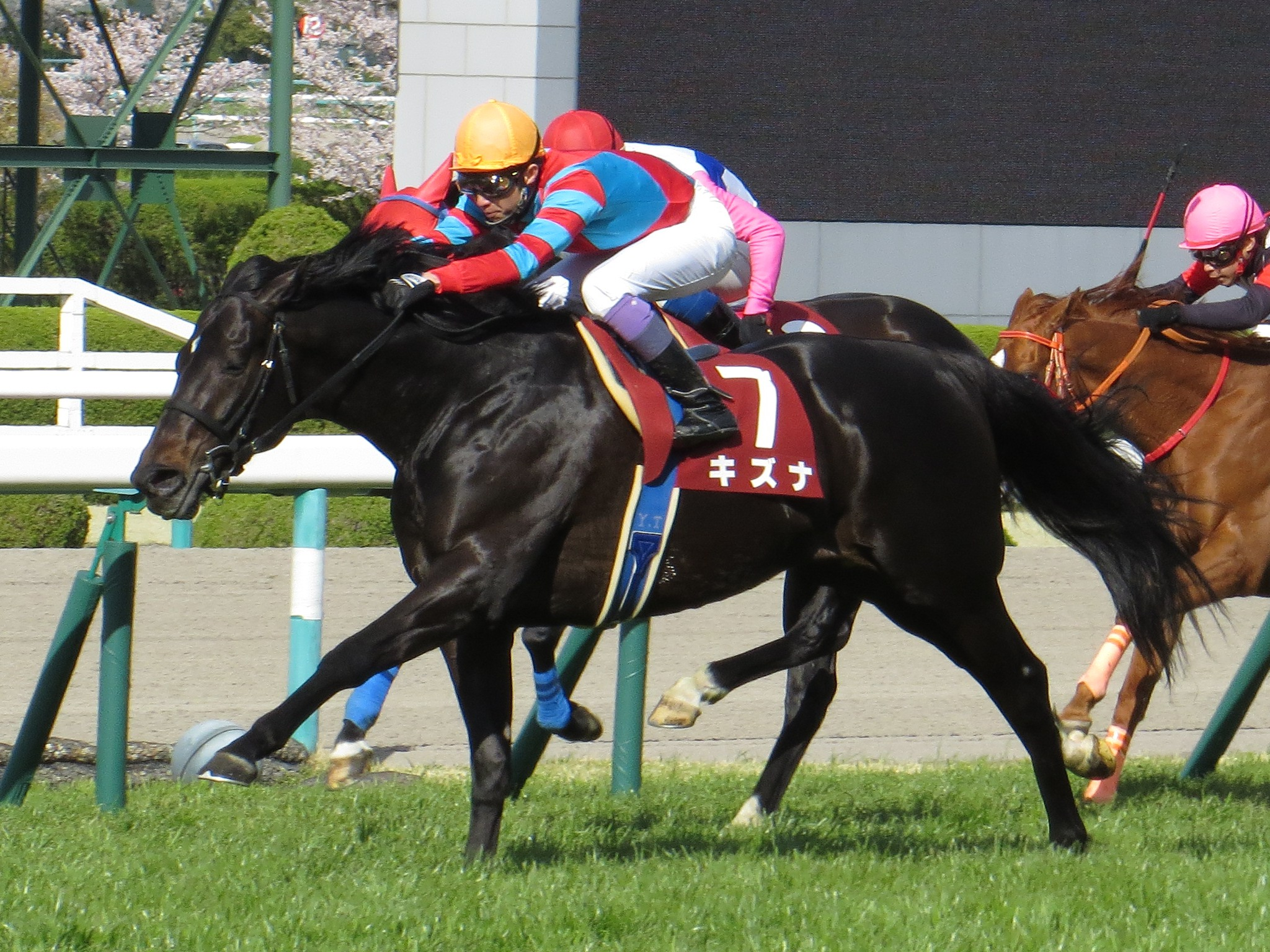
出戰產經大阪盃的高情厚意

5月4日出戰春季天皇賞，將和諸如黃金船、超常駿驥及凱旋芭蕾等一衆長途強者決戰。比賽開始後，其於最後方位置追趕同爲採取後上戰術的黃金船推進，並於通過第三彎道後開始向外檔抽出。進入直路後，其開始由外檔位置加速衝刺，試圖迫近位處前方的超常駿驥及凱旋芭蕾，但最終未能成功超越對手，以第四完賽。
賽後陣營認爲其於比賽途中表現異常，於醫療團隊進行詳細檢查後被發現左前腳第三指骨有骨片剝離現象，因此雖然進入長期休養，亦使其先出戰寶塚紀念再遠征法國的計劃被取消。

### 5歲
經過休養及復康訓練後，於2015年2月15日的京都紀念復出。比賽開始後，前方由鈴鹿不羈領放，而其則再次選擇後上戰術於最後方留力。進入直路後，其於大外檔爆發末腳，但仍然未能對前方的朗日清天及鈴鹿不羈造成威脅，最終以第三完賽。
其後出戰產經大阪盃，雖然面對上年度秋季天皇賞冠軍史匹堡、同期皋月賞馬標誌名駒、上年度女皇伊利沙伯二世盃冠軍命運女神及2012年NHK一哩賽冠軍機伶獵駒，但仍然以1.4倍獨贏賠率獲得第一人氣。比賽開始後，其於後方位置推進，並於比賽途中逐步抽出至外檔。進入直路後，其於大外檔位置開始加速衝刺，並於直路中段一度取得領先優勢。然而處於內欄的命運女神亦開始加速迫近，最終被對手超越下以2馬位差距獲得亞軍。
5月3日出戰春季天皇賞，比賽途中一直保持於後方位置，但於直路未能進一步加速，最終以第七完賽。
賽後於大山Hills放草，並以寶塚紀念爲目標，但於放草途中出現明顯的疲勞狀態，陣營考慮下決定避戰。經過整個夏季的休養，其狀態明顯好轉，因而陣營決定安排其出戰秋季天皇賞。但於9月20日於馬房內表現異常，其後經檢查被發現右前腳患有肌腱炎，於陣營考慮其配種價值後，決定直接安排其退役，並於9月24日取消於日本中央競馬會的賽駒註冊。

### 詳細賽績
| 日期       | 舉辦國家 | 馬場 | 距離   | 級別 | 賽事名稱           | 負重 | 騎師     | 馬號 | 出馬 | 名次 | 時間     | 頭馬（二馬）       |
| ---------- | -------- | ---- | ------ | ---- | ------------------ | ---- | -------- | ---- | ---- | ---- | -------- | ------------------ |
| 7/20/2012  | 日本     | 京都 | 草1800 |      | 2歲新馬            | 55   | 佐藤哲三 | 5    | 7    | 1    | 1:51.6   | （Regeneration）   |
| 11/11/2012 | 日本     | 京都 | 草1800 |      | 黄菊賞             | 55   | 佐藤哲三 | 4    | 10   | 1    | 1:49.8   | （Tosen Powerful） |
| 22/12/2012 | 日本     | 阪神 | 草2000 | GIII | 日經電台盃兩歲錦標 | 55   | 武豐     | 6    | 7    | 3    | 2:05.5   | 神威啟示           |
| 3/3/2013   | 日本     | 中山 | 草2000 | GII  | 彌生賞             | 56   | 武豐     | 6    | 12   | 5    | 2:01.1   | Camino Tassajara   |
| 23/3/2013  | 日本     | 阪神 | 草1800 | GIII | 每日盃             | 56   | 武豐     | 6    | 13   | 1    | 1:46.2   | （Geyersworth）    |
| 4/5/2013   | 日本     | 京都 | 草2200 | GII  | 京都新聞盃         | 56   | 武豐     | 5    | 16   | 1    | 2:12.3   | （亞馬遜河）       |
| 25/5/2013  | 日本     | 東京 | 草2400 | GI   | 東京優駿           | 57   | 武豐     | 1    | 18   | 1    | 2:24.3   | （神威啟示）       |
| 15/9/2013  | 法國     | 隆尚 | 草2400 | GII  | 尼爾錦標           | 58   | 武豐     | 8    | 10   | 1    | 2:37.6   | （世界霸主）       |
| 6/10/2013  | 法國     | 隆尚 | 草2400 | GI   | 凱旋門大賽         | 56   | 武豐     | 14   | 17   | 4    | 紀錄缺失 | 卓芙               |
| 6/4/2014   | 日本     | 阪神 | 草2000 | GII  | 產經大阪盃         | 58   | 武豐     | 7    | 8    | 1    | 2:00.3   | （Tokai Paradise） |
| 4/5/2014   | 日本     | 京都 | 草3200 | GI   | 春季天皇賞         | 58   | 武豐     | 14   | 18   | 4    | 3:15.2   | 超常駿驥           |
| 15/2/2015  | 日本     | 京都 | 草2200 | GII  | 京都紀念           | 57   | 武豐     | 4    | 11   | 3    | 2:11.5   | 朗日清天           |
| 5/4/2015   | 日本     | 阪神 | 草2000 | GII  | 產經大阪盃         | 57   | 武豐     | 7    | 14   | 2    | 2:03.2   | 命運女神           |
| 3/5/2015   | 日本     | 京都 | 草3200 | GI   | 春季天皇賞         | 58   | 武豐     | 13   | 17   | 7    | 3:15.2   | 黃金船             |

## 退役後
退役後，高情厚意成為了配種馬，於北海道安平町社台Stallion Station休養，在2016年進行配種。首批子嗣於2017年出生。首批子嗣可於2019年出賽。7月21日，不凡在函館兩歲錦標取勝，成為首匹勝出分級賽的子嗣。2021年11月14日，紅線情牽於女皇伊利沙伯二世盃取勝，成為首匹勝出一級賽的高情厚意子嗣。

### 主要子嗣

#### 一級賽優勝子嗣
粗體字為一級賽
2017年生
- 紅線情牽（女皇伊利沙伯二世盃）

2018年生
- 前人足跡（富士錦標、 1351草地短途錦標、兩次安田紀念、維多利亞一哩賽）

2021年生
- 駿天潮城（共同通信盃、皋月賞）

2022年生
- Natural Rise（京濱盃、羽田盃）

#### 分級賽優勝子嗣
2017年生
- 馬國女神（鬱金香賞、紫苑錦標）
- 緣厚情摯（京都新聞盃、兩次阪神大賞典、 福伊錦標）
- 真理狂想（北海道兩歲優駿）
- 傾城猛火（百花盃）
- Teleos Bell（皇后賞、育馬者金盃）
- 勁草滿山（人魚錦標）
- 黑水晶（京成盃）
- Hagino Alegrias（名古屋大賞典、兩次天狼星錦標）
- 不凡（函館兩歲錦標、葵葉錦標、函館短途錦標）

2018年生
- 如星繁花（福島牝馬錦標）
- 煥發嫣紅（妖精錦標、紫苑錦標）
- 猛獅闊步（新西蘭盃、 高多芬一哩賽、 1351草地短途錦標）

2019年生
- 原生藝術（打吡公爵挑戰盃）
- 狂又驁（京都新聞盃）
- 打動人心（新潟跳欄錦標）

2020年生
- 海螺美貝（中山牝馬錦標）
- 真雅倩（人魚錦標）

2021年生
- 皇后徑（皇后盃、玫瑰錦標、金鯱賞）
- 旭日和國（不來方賞、京都錦標、名古屋大賞典）
- 六月豪取（京都新聞盃）
- 幸運銀幣（春季錦標、每日王冠、中山紀念）

2022年生
- 里見照耀（如月賞）
- 艾里王（京都兩歲錦標）
- 湘南桃源（雌馬賽）
- 奇幻海灘（札幌兩歲錦標）
- 紫艷標誌（新山紀念）
- Brown Ratchet（月神錦標）
- Lesedrama（百花盃）

## 血統簡介
父系大震撼爲日本賽駒，爲日本賽馬史上第二匹無敗三冠馬，生涯出戰十四場賽事僅得兩場未能勝出，退役後配種成績亦極爲優秀。祖父週日寧靜是美國三冠賽雙料冠軍馬，退役後在日本配種，在日本馬壇相當成功，贏得多項分級賽事，其子嗣贏得巨額獎金，連續12年成為日本冠軍種馬。
母系Catequil爲加拿大生產的英國賽駒，生涯出戰兩場均未能獲勝。外祖父爲美國著名種馬雷貓，爲1990年代最具代表性的種馬之一。

### 血統表
| 父線：週日寧靜系（Halo系）             |                                 |              |                 |
| 種馬 大震撼 2002年（棗色）             | 週日寧靜 1986年（棕色）         | Halo         | Hail to Reason  |
| 種馬 大震撼 2002年（棗色）             | 週日寧靜 1986年（棕色）         | Halo         | Cosmah          |
| 種馬 大震撼 2002年（棗色）             | 週日寧靜 1986年（棕色）         | Wishing Well | Understanding   |
| 種馬 大震撼 2002年（棗色）             | 週日寧靜 1986年（棕色）         | Wishing Well | Mountain Flower |
| 種馬 大震撼 2002年（棗色）             | 風中秀髮 1991年（棗色）         | Alzao        | 利法爾          |
| 種馬 大震撼 2002年（棗色）             | 風中秀髮 1991年（棗色）         | Alzao        | Lady Rebecca    |
| 種馬 大震撼 2002年（棗色）             | 風中秀髮 1991年（棗色）         | Burghclere   | Busted          |
| 種馬 大震撼 2002年（棗色）             | 風中秀髮 1991年（棗色）         | Burghclere   | Highclere       |
| 繁殖雌馬 Catequil 1990年（棗色）       | 雷貓 1983年（深棗色）           | 雷鳥         | 北地舞人        |
| 繁殖雌馬 Catequil 1990年（棗色）       | 雷貓 1983年（深棗色）           | 雷鳥         | South Ocean     |
| 繁殖雌馬 Catequil 1990年（棗色）       | 雷貓 1983年（深棗色）           | Terlingua    | 秘書處          |
| 繁殖雌馬 Catequil 1990年（棗色）       | 雷貓 1983年（深棗色）           | Terlingua    | Crimson Saint   |
| 繁殖雌馬 Catequil 1990年（棗色）       | Pacific Princess 1973年（棗色） | Damascus     | 劍舞者          |
| 繁殖雌馬 Catequil 1990年（棗色）       | Pacific Princess 1973年（棗色） | Damascus     | Kerala          |
| 繁殖雌馬 Catequil 1990年（棗色）       | Pacific Princess 1973年（棗色） | Fiji         | Acropolis       |
| 繁殖雌馬 Catequil 1990年（棗色）       | Pacific Princess 1973年（棗色） | Fiji         | Rififi          |
| 雌系：Pacific Princess系（號族：13-a） |                                 |              |                 |
| 五代內近親交配：北地舞人 5×4           |                                 |              |                 |

## 命名由來
名字Kizuna（キズナ）於日语中，可轉寫為漢字「絆」，帶有羈絆、連結、聯繫等意思，出自2011年日本年度漢字，香港則取其羈絆的意思，翻譯為「高情厚意」。

## 外部連結
- 高情厚意 netkeiba.com （页面存档备份，存于）
- 血統表 （页面存档备份，存于）